# Gabriel Flores
Gabriel Flores García (Guadalajara, Jalisco, México; 8 de febrero de 1930 - ibidem, 14 de diciembre de 1993) fue un pintor, dibujante y muralista mexicano. Sus restos descansan en la Rotonda de los Jaliscienses Ilustres de Guadalajara. Es el morador número 27 de la Rotonda y el vigesimoprimero con estatua.
Se preocupó por forjar su personalidad artística al marcar significativas diferencias con los muralistas que lo antecedieron en cuanto a su estilo y técnica, y logra ser reconocido por su propia expresión. Se desarrolló y consolidó apoyándose en la perfección técnica, en la facilidad de dibujo y en la composición de los elementos en que basaba su pintura.

Hoy en día su obra está más vigente que nunca, porque en ella se anticipa el caos que las grandes urbes del país sufren hoy.

## Vida y obra

### Infancia
Gabriel cursó sus estudios de primaria en la escuela Manuel M. Diéguez, anexa a la Normal, y realizó sus primeros estudios de pintura con los pintores José Vizcarra, Mario Medina, Rubén Mora Gálvez y Jorge Martínez.

### Adolescencia
En 1947, a la edad de 17 años, se inició en el campo de la pintura en el taller del maestro José Vizcarra, quien le impartió enseñanzas, entre otros a Jesús Guerrero Galván, a Raúl Anguiano, y a Jorge González Camarena. 
En 1948, ingresó a la Escuela de Artes y Letras de la Universidad de Guadalajara, en donde tuvo como compañeros a Guillermo Chávez Vega e Ignacio Martínez, con quienes formó el Grupo Neo-realista. Buscaban el compromiso social del artista, cobrar conciencia,  comprometerse. Se pronunciaban en contra del abstraccionismo. Su "manifiesto" constó de diecisiete puntos, y se volcó en exposiciones al aire libre, conferencias y discusiones en torno a la función social de la pintura.

### Adultez
En 1950, dos años después de haber ingresado a la Escuela de Artes y Letras, Gabriel Flores se incorporó como maestro de dibujo artístico y pintura, misma que cambió su denominación a Escuela de Artes Plásticas. Por esas fechas, fue la revista Ariel, que dirigía Emmanuel Carballo y Alfredo Leal Cortés, la que por primera vez se ocupó de la obra de Gabriel Flores.  
En 1951 presentó su primera exposición en la Biblioteca Benjamín Franklin de Guadalajara, exhibiendo cristos y otros temas, por lo que fue elogiado como gran dibujante. El suplemento cultural del periódico El Occidental, anunció el advenimiento de un nuevo artista. En 1952, Gabriel abandonó Guadalajara y se marchó a la Ciudad de México por un corto tiempo. 
De 1952 a 1955 radica en la Ciudad de México, donde tuvo la oportunidad de conocer y colaborar en algunos murales, como los de Ciudad Universitaria, con destacados exponentes del muralismo mexicano, como David Alfaro Siqueiros y Juan O'Gorman. Su estancia en la Ciudad de México sirvió para el arranque de su carrera con obra mural en edificios públicos y particulares. Ocasionalmente realizó obras de caballete y falleció a los 63 años el 14 de noviembre de 1993.

Gabriel Flores quiso manifestar en su obra mural al hombre y a la sociedad más allá de lo estético: le interesaba comunicar la realidad social, denunciar la pobreza, la injusticia y al discriminación, así como también la huella que dejó en él la cercanía de los murales de José Clemente Orozco y la oportunidad de trabajar con David Alfaro Siqueiros. Lo que le motivó para realizar sus murales en la ciudad de Guadalajara fue que no existía un movimiento que diera continuidad a lo que habían hecho los grandes muralistas, además de una fuerte convicción en sus ideales, lo que se enlaza al muralismo como una forma que se adecuaba a las corrientes progresistas que imperaban en las políticas nacionales. 

#### El maíz en la Colonia
En 1955 presentó su segunda exposición de su obra en la galería del Teatro Degollado, los organizadores de la Feria del Maíz le pidieran un mural transportable con el tema El maíz en la Colonia, que fue acompañado de otros dos, confiados a Rául Anguiano y Armando Abundis. A este mural le siguió, en 1956, el mural realizado en cerámica para Lagos de Moreno con el tema La Novela Revolucionaria de Mariano Azuela.

#### La imprenta en Jalisco y el parnaso jalisciense
En 1958, por encargo Agustín Yáñez, gobernador de Jalisco, realiza un mural en el ingreso de la Biblioteca Pública del Estado, en la casa de la Cultura Jalisciense. La obra se titula La imprenta en Jalisco y en el mismo edificio, en la gran cúpula de la sala de lectura realizó El parnaso jalisciense, el mural más característico de esta primera época de Gabriel Flores, en donde se aprecia un dibujo nítido, figurativo y con un cromatismo suave y tenue. Esta obra es la que puede considerarse como la de su presentación como pintor muralista.

#### Alegoría del teatro en México
Poco después, en 1960, en el Teatro Experimental de Jalisco, por encargo del entonces gobernador Juan Gil Preciado, ejecutó el mural denominado Alegoría del teatro en México,

 
en el que pintó al desnudo una figura femenina de características indígenas, el cual provocó airadas protestas, entre otras las de algunos profesionistas influyentes, y al artista prácticamente se le obligó a velar la figura, cubriéndole los senos. En este mural funde elementos prehispánicos con simbología escénica. A lo largo y ancho del enorme mural, un hombre yace sin su máscara y una mujer desnuda es cubierta por un diablillo risueño.
En el segundo lustro de los años cincuenta, el estado de Jalisco tuvo dos grandes exponentes del movimiento mural: Gabriel Flores y Guillermo Chávez Vega. Fue una expresión que se desprendía de los inicios del muralismo, pero estos artistas le dieron una imagen propia. Los temas que abordó Gabriel Flores eran de carácter ideológico y en pro de las causas populares, la lucha por la libertad, la justicia y una enérgica denuncia en contra de los regímenes políticos totalitarios.

#### La guerra y la paz
La siguiente obra del pintor, en 1962, fue un mural transportable con el título La guerra y la paz elaborado originalmente para la oficina matriz del Banco de Zamora, hoy BBVA Bancomer, y trasladado más tarde a la sucursal de esa institución en Guadalajara. Este mural se exhibió en el Palacio de las Bellas Artes de la Ciudad de México, en 1963, durante la exposición "Arte de Jalisco".

#### La fundación de Guadalajara
En 1962, Gabriel pintó un mural destacado que se compone de cinco paneles ubicados en el edificio del Palacio Municipal de Guadalajara. Están ubicadas en los paneles del cubo de la escalera del edificio que cuentan una reseña histórica de Nueva Galicia. Se titulan: la Conquista española, la Caída de Pedro de Alvarado, la Fundación de Guadalajara, la Conquista espiritual y el Paseo del Pendón.
Gabriel era muy estricto con él mismo, buscaba la calidad en su trabajo. Quizá por eso quedó insatisfecho con este mural que realizó en el Palacio Municipal de Guadalajara, pues decía que si pudiera tapar alguno de sus trabajo, elegiría ese, porque no le gustaba. Lo hizo con cierta premura, porque en ese tiempo lo invitaron a exponer en Europa y no quedó conforme con su trabajo.

#### Maternidad
En 1963 pinta un pequeño mural en el edificio de la maternidad Esperanza López Mateos, que representa un parto indígena. En Lagos de Moreno, en la casa de la Cultura, en 1964 pintó al héroe insurgente Pedro Moreno en el momento de su muerte.

#### La filosofía y la ciencia
En 1965 realizó el mural que contiene un mensaje para observarse desde los extremos hacia el centro, titulado La filosofía y la ciencia, el cual está ubicado en el frontispicio del Auditorio ahora llamado "Salvador Allende" del Centro Universitario de Ciencias Sociales y Humanidades (CUCSH) de la Universidad de Guadalajara.

#### Sacrificio de Los Niños Héroes
Tras de pintar, en 1967, el mural para el Departamento de Bellas Artes del Gobierno de Jalisco, Gabriel, realizó, en el Castillo de Chapultepec de la Ciudad de México, en 1970, Sacrificio de Los Niños Héroes, mural en el cual volvió a la anécdota histórica. Tampoco se sentía conforme con su trabajo en este mural, comenta su esposa Nina.

#### Las artesanías
En los tres años siguientes, Gabriel Flores realizó Las artesanías (1968), para el Instituto de la Artesanía Jalisciense.

#### Tahona y fiesta
En 1969, para la empresa tequilera Casa Sauza pintó Tahona y fiesta, acrílico en el cual vemos a los obreros elaborar la bebida espirituosa y a un Baco en el triunfo al final de una procesión en que, con acompañamiento musical, danzan celebrando una bacanal. 

#### Mitología e historia del Tequila
Cierra este periodo muralístico con Mitología e historia del Tequila, realizado para la misma empresa.
Hasta 1970, la pintura mural de Gabriel Flores está dentro de las peculiaridades del muralismo mexicano que se nutre de la historia y de las tradiciones vernáculas que arrancan desde la época precolombina y en el vigor con que se expresan los problemas humanos, sean estos económicos, políticos, religiosos, o de otra índole, así como el énfasis aplicado en la comunicación de pensamientos y emociones. Es la suya una pintura mural que transparenta la nacionalidad. Color, forma y contenidos están enraizados en el arte indígena, al igual que en los hechos y fenómenos de la historia de México; se trata de un realismo mágico, en otros casos ilustración, anécdotas o crónicas, sin olvidar la representación de personalidades.
En 1982 pintó en las instalaciones del DIF (Desarrollo Integral de la Familia) una fantasía infantil. 

#### La patriayJusticia y libertad
En 1988, plasmó dos murales en el edificio de la Procuraduría General de la República, titulados La Patria y Justicia y Libertad.

#### Nuestra civilizaciónyEl fracaso de nuestra civilización
En el edificio del Sistema de Educación Media y Superior (SEMS) de la Universidad de Guadalajara se encuentran dos murales, Nuestra Civilización (1979) y El Fracaso de Nuestra Civilización (1980), restaurados en el 2005.

#### Culto al dineroyEstampas de vida
Gabriel realizó dos murales que durante muchos años fue como si no existieran, han sido muy desafortunados desde su creación. Culto al dinero y Estampas de vida son dos murales transportables y fueron hechos para el Teatro Alarife Martín Casillas. En la lugar donde fueron exhibidos no se apreciaban por su ubicación. Fueron retirados y nunca se exhibieron. Ambos murales fueron guardados en casa de la viuda de Gabriel Flores, Nina Casillas, mientras les encontraban un lugar. Duraron más de 13 años guardados y en buen estado. Posteriormente ambos murales fueron donados al Foro de Arte y Cultura de Guadalajara.

#### Historia de la medicina
El martes 29 de junio de 1993 se develó un gran mural en el "repartidor" del Hospital Civil "Fray Antonio Alcalde" de Guadalajara. Este mural lleva el título de Historia de la medicina.(1993) Este extenso mural fue el que más satisfacción le dejó al pintor, tal vez porque en él sintetizó toda su obra.

### Obra de caballete
En su obra de caballete predominan Cristos, Quijotes y los temas como el de Juan Escutia envuelto en la bandera. Su admiración por el Quijote la expresó también de la siguiente manera; Amo al Quijote hasta por sus fracasos. Lo amo en su idealismo porque él puede salvar a la raza humana. Para Gabriel flores el Quijote está emparentado con Cristo y con el Che Guevara.

## Estilo
Como innovador, Gabriel Flores empleó polímeros en su obra mural, una técnica diferente. Siqueiros los había utilizado en algunos de sus murales en los años sesenta, y Gabriel Flores hizo uso del acrílico, una técnica que se adapta a los tiempos de la industrialización de los pigmentos y materias primas de la pintura  del color ya preparado, a diferencia de los murales realizados con la técnica del fresco. 
La técnica del acrílico consiste en mezclar las tierras de colores naturales con un medio plástico que se aglutina con agua; una vez aplicado al muro o a la tela, da una apariencia muy lisa y suave y se alcanza a percibir la consistencia del plástico. Es muy resistente, se seca rápido y permite varias capas de pintura o una sola.

## Reconocimientos
1950 recibe el primer premio Escuela de Artes y Letras de la Universidad de Guadalajara. En 1962 recibió el Premio Jalisco a las Artes Plásticas y con ello se reconoció su destacada labor, sobre todo en su obra mural; obtuvo la medalla José Clemente Orozco otorgada por el Gobierno del Estado de Jalisco.
En 1971 fue merecedor del primer premio Certamen Internacional convocado a raíz del centenario del natalicio de Lenin, que concedía la URSS para reconocer la obra de nuestro artista. En 1984 recibe del Gobierno de Jalisco la medalla de Artes Plásticas. En 1988 recibe la medalla Cuitzmala. Siete años más tarde, la Cámara de Comercio de Guadalajara le otorga un reconocimiento por la importante labor realizada dentro de la plástica en el Estado de Jalisco. 
Murió en Guadalajara en 1993, mas en  2005 fue distinguido por la Universidad de Guadalajara y el Congreso del Estado como Benemérito de Jalisco, homenaje a uno de los más destacados pintores jaliscienses de la segunda mitad del siglo XX. El martes 19 de julio de 2005, siendo gobernador de Jalisco Francisco Ramírez Acuña, sus retos fueron trasladados del cementerio Recinto de la Paz a la Rotonda de los Jaliscienses Ilustres. Su escultura fue realiza por Miguel Miramontes, que fue amigo del pintor. El sitio exacto de la estatua es sobre la calle Liceo, 
casi esquina con la calle Independencia,

 
flanqueada por las esfinges del arquitecto Luis Barragán Morfín y el compositor Clemente Aguirre. Gabriel Flores es el morador número 27 de la Rotonda y el vigesimoprimero con estatua.
Imparable muralista.

 
Así era el pintor Jalisciense Gabriel Flores y así lo recuerda su familia. 
Aficionado a la fotografía en blanco y negro, la pesca, la naturaleza, la carpintería y la literatura (al grado de que podía pasar 12 horas seguidas leyendo un libro), el maestro Flores se caracterizó por ser un apasionado en todo lo que hacía. 
Por su profunda simpatía al socialismo le preocupaban los problemas sociales, aspecto que lo hizo parecer pesimista y hasta sufrido, "pero una vez que plasmaba sus preocupaciones en su arte, eso desaparecía, porque en realidad era alegre y bromista. Parecía dos personas en una", asegura su hija Lilia, también artista. 
"Fue muy intenso: gozaba la vida y no desperdiciaba el tiempo. Disfrutaba pintar de noche, porque decía que a esa hora le clima era más agradable y no había ruido que lo interrumpiera", recuerda su esposa Nina Casillas, una de las promotoras del traslado de sus restos a la Rotonda de los Jaliscienses Ilustres.
Para él no existía el tiempo libre. Al contrario, siempre estaba haciendo algo y decía que le faltaban horas para realizar sus proyectos.
Cuando no estaba pintando le gustaba leer, la jardinería o construir muebles para su estudio. También solía pescar en el Tecúan, Santa María del Oro o la presa de La Vega, pero una vez que comenzaba, perdía la noción del tiempo.
Su estudio, asegura su hija Lilia, estaba lleno de bocetos y dibujos que iban rompiendo si no le gustaban, porque no firmaba nada hasta estar completamente seguro de la calidad de su trabajo.
Su obra se caracteriza por un profundo compromiso social. Sus dibujos, sobre todo sus murales, diseminados en diversos puntos de Guadalajara y la Ciudad de México, influyeron en las nuevas generaciones de artistas. 
Gabriel Flores rompió con la idea del mural al estilo Siqueiros, Orozco, Rivera y de sus seguidores, para dotarlo de una mayor abstracción. 
"Decián que estaba influenciado por ellos, pero no seguía ninguna corriente. Con él, el muralismo perdió su carácter discursivo, para tornarse más conceptual y abordar temas como la filosofía y el conocimiento", afirmó el jefe del Departamento de Artes Visuales, del CUAAD, Humberto Ortiz. 
Su habilidad para el dibujo le dio la posibilidad de optimizar los espacio e imprimir un sello personal y novedoso a su trabajo.

## El Gabriel de los Ensueños
"El Gabriel de los ensueños" es un libro de Leticia Maldonado donde se describe el lenguaje pictórico de Gabriel Flores (1930-1993), pintor, dibujante y muralista nacido en Arenal, Jalisco.  Maldonado explicó que se trata de un libro muy especial ya que en él habla del trabajo de una persona con quien a lo largo de su vida ha tenido muy buena relación. "Es un acercamiento a su trabajo y a su lenguaje, más que un libro biográfico o de anécdotas del pintor".  
Sobre la estética lúgubre y a veces tétrica de Flores, comentó que es un reflejo de una vida agridulce, que entre otras cosas tuvo una niñez con problemas de salud. De ahí, dijo, que los colores que usó en su obra fueron siempre los tonos oscuros.  
Además, señaló, en la obra de Gabriel Flores se pueden identificar dos pilares fundamentales "El Quijote" y "Jesucristo", siempre al lado de escenas que abordaban, entre otros temas, las causas sociales, ya que el artista siempre mostró un gran interés y compromiso por estas.

## Parte de su obra requiere atención
El artista ha sido reconocido, sus restos fueron trasladados a la Rotonda de los Jaliscienses Ilustres, mas la mayoría de su obra mural, salvo algunas excepciones, lucen deslustrados, con moho, grietas y hasta excreciones de ave. Parte de su obra no goza de la atención necesaria para su conservación.

## Listado de su Obra
1. La cortina de humo (1953), Escuela de Artes Plásticas de la Universidad de Guadalajara (desaparecido). Guadalajara, Jalisco, México. Caseína, 14 m².
2. El maíz en la Colonia (1955), Gobierno del Estado (desaparecido). Guadalajara, Jalisco, México. Temple 30 m².
3. La novela revolucionaria de Mariano Azuela (1956), Escuela "Mariano Azuela". Lagos de Moreno, Jalisco, México. Cerámica 25 m².
4. La primera imprenta en Jalisco (1958), Sala de Lectura, Biblioteca Pública del Estado. Guadalajara, Jalisco, México. Acrilato 13 m².
5. El parnaso jalisciense (1958), Biblioteca Pública del Estado. Guadalajara, Jalisco, México. Acrilato 216 m².
6. Alegoría del teatro en México (1960), Teatro Experimental de Jalisco. m².[4]
7. La guerra y la paz (1960), Banco de Zamora. Guadalajara, Jalisco, México. Acrílico 15.30 x 2.50 m².
8. Fundación de Guadalajara (1962), Palacio Municipal. Guadalajara, Jalisco, México. Acrílico 4.50 x 2.60 m².
9. Maternidad(1963), Maternidad, "López Mateos", Guadalajara, Jalisco, México. Acrílico.
10. Pedro Moreno (1964) Escuela Preparatoria. Lagos de Moreno, Jalisco, México.
11. Las filosofía y la ciencia (1965), Auditorio "Salvador Allende" del Centro Universitario de Ciencias Sociales y Humanidades de la Universidad de Guadalajara. Guadalajara, Jalisco, México. Acrílico.[4]
12. Las Bellas Artes (1966). Oficinas del Departamento de Bellas Artes del Gobierno del Estado. Guadalajara, Jalisco, México. Acrílico.
13. Los Niños Héroes (1967), Castillo de Chapultepec, México, D.F. Acrílico.[14]
14. Las artesanías (1968), Casa de las Artesanías del Estado. Guadalajara, Jalisco, México. Acrílico, 6.0 x 1.50 m.
15. Tahona y fiesta (1969), Fábrica de Tequila Sauza. Tequila, Jalisco, México. Acrílico, 14.0 x 3.50 m.
16. Mitología e historia del tequila (1970), Oficinas de la fábrica de Tequila Sauza. Guadalajara, Jalisco, México. Acrílico sobre tela.
17. Culto al dinero (1975). "Sucesos núm. 1", Gobierno del Estado. Guadalajara, Jalisco, México. Acrílico sobre tela 10.0 x 2.50 m.
18. Estampas de la vida (1975), "Sucesos núm. 2", Gobierno del Estado. Guadalajara, Jalisco, México. Acrílico sobre tela 10.0 x 2.50 m.
19. Cervantes y su obra (1978). Colección particular Eulalio Ferrer. México, D.F. Museo Iconográfico del Quijote en Guanajuato, Guanajuato.
20. Nuestra civilización (1979), edificio del Sistema de Educación Media y Superior (SEMS) de la Universidad de Guadalajara.[4]
21. El fracaso de nuestra civilización (1980), edificio del Sistema de Educación Media y Superior (SEMS) de la Universidad de Guadalajara.[4]
22. Fantasía infantil (1982), DIF, Jalisco.
23. La patria (1988), Procuraduría General de la República (PGR),[7] México.
24. Justicia y libertad (1988), Procuraduría General de la República (PGR),[8] México.
25. Historia de la medicina(1993), Hospital Civil "Fray Antonio Alcalde" Guadalajara.[10]

## Listado de Exposiciones de su obra
- Biblioteca Benjamín Franklin (1951), Guadalajara.
- Galería del Teatro Degollado (1955), Guadalajara.
- Arte en Jalisco, Palacio de las Bellas Artes de la Ciudad de México (1964), participa con el mural transportable La Guerra y la Paz.
- Galería Municipal Torres Bodet (1980, 1981, 1982), Guadalajara.
- Galería del Centro Cultural de la Universidad de Guadalajara (1984), Guadalajara.
- Galería Municipal Torres Bodet (1985), Guadalajara.
- Galería de Arte Moderno (1989), Guadalajara.
- Retrospectiva con 200 obras, Museo Regional de Guadalajara (1989).
- Exposición como homenaje, (5 de diciembre de 2003), Museo Regional de Guadalajara.[15]
- Intensidad y colorido del pincel de Gabriel Flores (15 de julio al 19 de agosto de 2005), Palacio Municipal de Zapopan.[16]

## Reconocimientos
- Primer premio de la Escuela de Artes y Letras de la Universidad de Guadalajara (1950).
- Premio Jalisco a las Artes Plásticas (1962) y declarado por el Ayuntamiento de Guadalajara como hijo predilecto de la ciudad.[17]
- Medalla José Clemente Orozco, otorgada por el Gobierno del Estado de Jalisco.
- Primer premio Certamen Internacional (1971), URSS.
- Medalla Cuitzmala (1988).
- Reconocimiento por su labor en la plástica en el estado de Jalisco (1995), Cámara de Comercio de Guadalajara
- Rotonda de los Jaliscienses Ilustres, (2005).[17]